# Evil (serie televisiva)
Evil è una serie televisiva statunitense creata da Robert e Michelle King, e prodotta dal 2019 al 2024 per quattro stagioni.
La prima stagione è stata trasmessa dal 26 settembre 2019 al 30 gennaio 2020 sul canale CBS. Sebbene la seconda stagione fosse stata girata e pronta per essere trasmessa, la CBS optò per rinunciarvi e i produttori ottennero che venisse pubblicata sulla piattaforma Paramount+, per la quale, in seguito, vennero prodotte altre due stagioni.
In Italia è stata distribuita tra il 2023 e il 2024 sulla piattaforma streaming Paramount+.

## Trama
La dottoressa Kristen Bouchard (una scettica psicologa forense), David Acosta (un seminarista cattolico) e Ben Shakir (un esperto di informatica e tecnologia) vengono assunti dalla Chiesa Cattolica per indagare su presunti incidenti soprannaturali. Col passare del tempo, i tre vedono le loro vite personali intrecciarsi sempre più con degli strani eventi, nonché con alcuni degli individui responsabili di tali eventi, tra cui il dottor Leland Townsend, uno psicologo forense rivale che sembra ossessionato da Kristen e dalla sua famiglia.

## Episodi
| Stagione         | Episodi | Prima TV / Pubblicazione USA | Pubblicazione Italia |
| ---------------- | ------- | ---------------------------- | -------------------- |
| Prima stagione   | 13      | 2019-2020                    | 2023                 |
| Seconda stagione | 13      | 2021                         | 2023                 |
| Terza stagione   | 10      | 2022                         | 2023                 |
| Quarta stagione  | 14      | 2024                         | 2024                 |

## Personaggi e interpreti

### Personaggi principali
- Kristen Bouchard (stagioni 1-4), interpretata da Katja Herbers, doppiata da Gaia Bolognesi (st. 1-3) e Sara Ferranti (st. 4).[1]
- David Acosta (stagioni 1-4), interpretato da Mike Colter, doppiato da Gabriele Sabatini.[1]
- Ben Shakir (stagioni 1-4), interpretato da Aasif Mandvi, doppiato da Riccardo Scarafoni.[1]
- Dott. Leland Townsend (stagioni 1-4), interpretato da Michael Emerson, doppiato da Sergio Lucchetti (st. 1-3) e Gianluca Machelli (st. 4).[1]
- Dott. Kurt Boggs (stagioni 1-4), interpretato da Kurt Fuller, doppiato da Ambrogio Colombo.[1]
- George (stagioni 1-4), interpretato da Marti Matulis.[1]
- Lynn Bouchard (stagioni 1-4), interpretata da Brooklyn Shuck, doppiata da Sofia Suarez (st. 1) e Margherita Rebeggiani (st. 2-4).[1]
- Lila Bouchard (stagioni 1-4), interpretata da Skylar Gray, doppiata da Matilde Ferraro.[1]
- Lexis Bouchard (stagioni 1-4), interpretata da Maddy Crocco, doppiata da Alice Pantile.[1]
- Laura Bouchard (stagioni 1-4), interpretata da Dayla Knapp, doppiata da Charlotte Infussi.[1]
- Sheryl Luria (stagioni 1-4), interpretata da Christine Lahti, doppiata da Stefanella Marrama.[1]
- Suor Andrea (stagioni 2-4), interpretata da Andrea Martin, doppiata da Mirta Pepe.[1]

### Personaggi ricorrenti
- Padre Amara (stagioni 1-4), interpretato da Clark Johnson.
- Detective Mira Byrd (stagioni 1-4), interpretata da Kristen Connolly.
- Andy Bouchard (stagioni 1-4), interpretato da Patrick Brammall.
- D.A. Lewis Cormier (stagioni 1-4), interpretato da Danny Burstein.
- Monsignor Thomas Marx (stagioni 1-4), interpretato da Peter Scolari.
- Karima Shakir (stagione 1-4), interpretata da Sohina Sidhu.
- Grace Ling (stagioni 1-4), interpretata da Li Jun Li.
- Monsignor Matthew Korecki (stagione 1), interpretato da Boris McGiver.
- Sebastian Lewin (stagione 1), interpretato da Noah Robbins.
- Orson LeRoux (stagione 1), interpretato da Darren Pettie.
- Emily LeRoux (stagione 1), interpretata da Brooke Bloom.
- Rose390 (stagione 1), interpretata da Nora Murphy.
- Caroline Hopkins (stagione 1), interpretata da Karen Pittman.
- Robin (stagione 1), interpretata da Samaria Nixon-Fleming.
- Padre Frank Ignatius (stagioni 3-4), interpretato da Wallace Shawn, doppiato da Gerolamo Alchieri.[1]

## Produzione
La CBS ha ordinato un pilota per una potenziale serie nel gennaio 2019, creata dal team di scrittori Robert e Michelle King. Katja Herbers e Mike Colter sono stati scelti a febbraio, mentre Michael Emerson e Aasif Mandvi a marzo.  La serie è stata ordinata ufficialmente a maggio 2019. La serie ha debuttato il 26 settembre 2019 nello slot del giovedì sera delle 22:00. Il 18 luglio 2019, Christine Lahti è stata scelta per il ruolo di Sheryl Luria, in sostituzione di Deirdre O'Connell, che era nel pilot originale. Il 25 luglio 2019, è stato annunciato che Kurt Fuller, che ha recitato nel pilot, era stato promosso in serie regolare. Il 22 ottobre 2019, la CBS ha rinnovato la serie per una seconda stagione che è stata pubblicata sul servizio streaming Paramount+. Due anni più tardi, nel luglio 2021, Paramount+ ha rinnovato la serie per una terza stagione. L'anno successivo è stata rinnovata per una quarta stagione, le cui riprese vennero interrotte a pochi giorni dalla fine per via del doppio sciopero di sceneggiatori e attori occorso nel 2023. In seguito, venne annunciata la cancellazione della serie, ma Paramount+ ordinò quattro ulteriori episodi per dare una conclusione alle vicende, che vennero girati e trasmessi nel corso del 2024.

## Distribuzione

### Edizione italiana
La direzione del doppiaggio è di Laura Boccanera e i dialoghi italiani sono curati da Eleonora Alberti, Chiara Bertoli, Raffaella Caso e Arianna Farabollini, per quanto riguarda la prima stagione; da Tatiana Visonà che sostituisce Arianna Farabollini per la seconda stagione; da Salvatore Fabozzi che sostituisce Chiara Bertoli per la terza stagione; da Achille D'Aniello, Eleonora Alberti e Chiara Bertoli per quanto riguarda la quarta stagione. La Cast Doppiaggio si è occupata dei dialoghi e della sonorizzazione.

## Accoglienza

### Critica
Sull'aggregatore di recensioni Rotten Tomatoes la serie riceve il 94% delle recensioni professionali positive, mentre su Metacritic ha un punteggio di 82 su 100 basato su 24 recensioni.

## Riconoscimenti
| - Critics' Choice Awards - 2020 – Candidato a miglior attore protagonista in una serie drammatica a Mike Colter - 2022 – Candidata a miglior serie drammatica - 2022 – Candidato a miglior attore protagonista in una serie drammatica a Mike Colter - 2022 – Candidata a miglior attrice protagonista in una serie drammatica Katja Herbers - 2022 – Candidata a miglior attrice non protagonista in una serie drammatica a Christine Lahti - 2022 – Candidata a miglior attrice non protagonista in una serie drammatica a Andrea Martin - 2023 – Candidato a miglior attore non protagonista in una serie drammatica a Michael Emerson - Critics' Choice Super Awards - 2021 – Candidata a miglior serie horror - 2021 – Candidato a miglior attore in una serie horror a Michael Emerson - 2021 – Candidato a miglior attore in una serie horror a Mike Colter - 2021 – Candidata a miglior attrice in una serie horror a Katja Herbers - 2022 – Candidata a miglior serie horror - 2022 – Candidato a miglior attore in una serie horror a Aasif Mandvi - 2022 – Candidato a miglior attore in una serie horror a Mike Colter - 2022 – Candidata a miglior attrice in una serie horror a Christine Lahti - 2022 – Candidata a miglior attrice in una serie horror a Katja Herbers - 2022 – Candidato a miglior cattivo in una serie (di tutti i generi) a Michael Emerson - 2023 – Candidata a miglior serie horror - 2023 – Candidato a miglior attore in una serie horror a Mike Colter - 2023 – Candidata a miglior attrice in una serie horror a Katja Herbers - 2023 – Candidato a miglior cattivo in una serie (di tutti i generi) a Michael Emerson - Golden Trailer Awards - 2023 – Pubblicità più innovativa per una serie TV/Streaming - Hollywood Critics Association Midseason Awards - 2020 – Migliore serie di un network radiotelevisivo (nuova o ricorrente) | - International Online Cinema Awards - 2022 – Candidata a miglior serie drammatica - 2022 – Candidata a miglior programma dell'anno - 2022 – Candidato a miglior attore protagonista in una serie drammatica a Mike Colter - 2022 – Candidata a miglior attrice protagonista in una serie drammatica a Katja Herbers - 2022 – Candidato a miglior attore non protagonista in una serie drammatica a Michael Emerson - 2022 – Candidata a miglior attrice non protagonista in una serie drammatica a Andrea Martin - NAACP Image Award - 2022 – Candidato a miglior sceneggiatura per una serie drammatica ad Aurin Squire per P sta per il Poliziotto - NAMIC Vision Award - 2022 – Candidato a miglior attore protagonista a Mike Colter - Pena de Prata - 2021 – Candidata a miglior serie drammatica - 2022 – Miglior interpretazione in una serie drammatica sottovalutata a Katja Herbers - 2022 – Candidata a miglior serie drammatica - 2022 – Candidata a miglior episodio in una serie drammatica per Il demone della strada - 2022 – Candidata a miglior attrice protagonista in una serie drammatica a Katja Herbers - 2022 – Candidata a miglior interpretazione in una serie drammatica sottovalutata a Andrea Martin - Satellite Award - 2021 – Candidata a miglior serie televisiva - 2022 – Candidata a miglior serie televisiva - Saturn Award - 2021 – Candidata a miglior serie televisiva horror - 2021 – Candidato a miglior attore in una serie televisiva a Mike Colter - 2021 – Candidato a miglior attore non protagonista in una serie televisiva a Michael Emerson - 2022 – Candidata a miglior serie televisiva horror/thriller (streaming) - TV Scholar Awards - 2022 – Candidata a miglior attrice non protagonista in una serie drammatica a Andrea Martin - Women's Image Network Awards - 2020 – Candidata a miglior attrice protagonista in una serie drammatica a Katja Herbers |